# Agapema anona
Agapema anona är en fjärilsart som beskrevs av Ottolengui 1903. Agapema anona ingår i släktet Agapema och familjen påfågelsspinnare. Inga underarter finns listade i Catalogue of Life.